# Koszta Gabriella
Koszta Gabriella (Gyulakuta, 1948. április 8. –)  magyar színésznő, műfordító.

## Életpályája
Romániában, Gyulakután született, 1948. április 8-án. Kisiskolás évei Erdőszentgyörgyhöz kötik. Színészi diplomáját  a Szentgyörgyi István Színművészeti Főiskolán 1970-ben szerezte. Pályáját a Temesvári Állami Magyar Színházban kezdete. 1978-tól a szolnoki Szigligeti Színház társulatához szerződött. 1979-től a Pécsi Nemzeti Színház , 1984-től a Veszprémi Petőfi Színház színésznője volt. 1987-től ismét  Pécsen játszott. Fellépett a Pécsi Harmadik Színházban, a Bóbita Bábszínházban is. Vendégként szerepelt a marosvásárhelyi Ariel Ifjúsági és Gyermekszínházban. Irodalmi műsorokat készít, kortárs magyar költők műveinek előadója és műfordítással is foglalkozik.
Férje: Csordás Gábor József Attila-díjas költő, műfordító, szerkesztő, kritikus, a Jelenkor Kiadó volt igazgatója.

## Fontosabb színházi szerepei
- Katona József: Bánk bán... Melinda
- Anton Pavlovics Csehov:  Ványa bácsi... Szonya
- Anton Pavlovics Csehov: Ivanov... Anna Petrovna
- William Shakespeare: Antonius és Kleopátra... Iras, Kleopátra híve
- William Shakespeare: Ahogy tetszik... Juci, parasztlány
- William Shakespeare: Macbeth... Cassandra
- William Shakespeare: Hamlet... Színészkirálynő
- Carlo Goldoni: A chioggiai csetepaté... Libera, Fortunato felesége
- Albert Camus: Igazak... Dóra
- Pedro Calderón de la Barca: Úrnő és komorna... Diana, mantuai hercegnő
- Boris Vian: Birodalomépítők avagy a Smürc... Amalé
- Makszim Gorkij: A hamis pénz... Polina, az órás felesége
- Pilinszky János: Gyerekek és katonák.. fiatal lány
- Bertolt Brecht: Dobok és trombiták... Munkanélküli felesége
- Krúdy Gyula: A vörös postakocsi... Öngyilkos nő
- Háy Gyula: A ló... Lollia, Macro felesége
- Örkény István: Vérrokonok... Bokor Péterné; Mimi
- Örkény István: Forgatókönyv... Sztella
- Heltai Jenő: A néma levente... Beatrix
- Heltai Jenő: Egy fillér... Márta
- Füst Milán: Az árvák... Anna
- Szomory Dezső: Hagyd a nagypapát!... Berta
- Tamási Áron: Tündöklő Jeromos... Bella, varrónő
- Lengyel Menyhért: Tájfun... Teri
- Jean Genet: Cselédek... Madame
- Peter Shaffer: Equus... Hesther Salomon, bírónő
- Georg Büchner: Leonce és Léna... Rosetta
- Jakob Michael Reinhold Lenz: A katonák... Zipfersaat leányasszony
- Václav Havel: A leírat... J. V. Perina
- Kárpáti Péter: Akárki... Mari; Erika; Vénasszony II.
- Csemer Géza - Szakcsi Lakatos Béla: Cigánykerék... Babus
- Spiró György: Szappanopera... Nő
- Mihail Afanaszjevics Bulgakov: Optimista komédia... Pópáné
- Sárosi István: A húszmilliomodik év... anyácska, apáca
- Sárosi István: Rákfene... főnővér
- Sárospataky István: Fekete tűz... Bacsó Pöre
- Ismeretlen szerző: Bakhus: Ariadna, Bakhus felesége
- Karol Wojtyła: A mi urunk festője... Helena
- Ivo Brešan: Paraszt Hamlet...Majkacsa
- Kárpáti Péter: Akárki... Erika; Mari
- Háy János: A Gézagyerek... Rózsika néni
- Rudyard Kipling: Maugli...Mesélő (Bóbita Bábszínház)
- L. Frank Baum: Óz, a nagy varázsló... Emmy néni; A gonosz boszorkány
- David Storey: Anyánk napja... Watertonné
- Marcel Aymé: Gróf Clérambard... Étienette
- Georges Feydeau: A balek... Pontagnacné
- Caryl Churchill: Őrült erdő... szereplő
- Fritz Hochwälder: A közvádló... Theresia Tallien
- Boris Vian: Birodalomépítők avagy a Smürc... Amálé, cseléd
- Kolozsvári Grandpierre Emil: A játszma vége... Clov
- Háy János: A Gézagyerek... Rózsika néni (Géza anyja)
- Misima Jukio: Madame de Sade... szereplő (Ariel Ifjúsági és Gyermekszínház)

## Önálló estjeiből
- Esterházy Péter: Fuharosok (1988)

## Filmográfia
- Jelenidő (1972)... Ica
- A ménesgazda (1978)
- Áramütés (1979)... Rozi
- Minden szerdán (1979)... tanítónő
- Ki beszél itt szerelemről? (1979)
- Angi Vera (1979)

## Fordításaiból
- Mircea Cărtărescu: Miért szeretjük a nőket?
- Dan Lungu: Egy komcsi nyanya vagyok!
- Dan Lungu: A kislány, aki Istent játszott
- Norman Manea: A huligán visszatér
- Florina Ilis: Gyerekek háborúja
- Gabriela Adameșteanu: Az elveszett délelőtt
- Ioana Pârvulescu: Az élet pénteken kezdődik
- Adrian Alui Gheorghe: A nyom